# 格林海德
马克地区格林海德（德語：Grünheide (Mark)），简称格林海德（德語：Grünheide，發音：[ˈɡʁyːnˌhaɪdə]），是德国勃兰登堡州奥得-施普雷县的市镇，位于柏林东南，面积126.9平方千米，2023年12月31日人口为9,193人。特斯拉欧洲超级工厂位于该市。

## 历史
2001年—2003年间，6个市镇的合并形成了现今的格林海德，该市镇的境域与1992年—2003年间存在的格林海德区相同。

## 地理
格林海德位于奥得-施普雷县的西北部。该市镇在北部与梅尔基施-奥得兰县的沃尔特斯多夫和吕德斯多夫接壤，东北部与雷费尔德和明谢贝格相邻，东部与施泰因赫弗尔相接，东南部与菲尔斯滕瓦尔德接壤，南部和西南部与施普伦哈根和戈森-新齐陶交界，西部与埃尔克纳相接。
格林海德所在区域为韦尔湖、巴伯罗湖和利本贝格湖等湖泊的多湖平原。